# Hóquei Clube de Braga
El Hóquei Clube de Braga / SPORMEX, conegut com a Hóquei Braga o HCB, és un club d'hoquei patins de la ciutat de Braga, al Portugal. Va ser fundat el 18 de març de 1988, després de la extinció de la secció d'hoquei patins del ABC de Braga. Actualment disputa els seus partis com a local al Pavilhão das Goladas i disputa la màxima categoria del hoquei portuguès.
El HCB compta con dos subcampionats de la Copa portuguesa: el de 2006 quan cau a la final contra el HA Cambra i el de 2007 quan cau a la final contra el FC Porto. També va ser finalista de la Supercopa la temporada 2008-09, caient de nou a la final enfront el FC Porto.
A nivell internacional ha disputat dues finals de la Copa de la CERS. Va perdre la final del 2012 disputada a Bassano del Grappa enfront el Bassano Hockey 54 i la final del 2023 disputada a Lleida enfront el CP Voltregà.

## Palmarès
- 2 Segona Divisió portuguesa d'hoquei patins: 2005-06 i 2006-07